# Памятник Сергею Спасокукоцкому
Па́мятник Серге́ю Спасокуко́цкому — памятник русскому и советскому учёному, хирургу, создателю советской клинической школы Сергею Спасокукоцкому. Скульптор Всеволод Лишев и его ученица Екатерина Белашова создали монумент в 1944 году. Однако его открытие состоялось лишь в 1946-м, а по другим данным — в 1947 году. Местом для установки выбрали сад перед зданием Городской клинической больницы имени Николая Пирогова, в которой академик проработал много лет. В 1960-м памятник взят под государственную охрану.
Бронзовый погрудный бюст выполнен с портретным сходством. Скульптура установлена на высокий прямоугольный трёхступенчатый гранитный постамент. Из этого же материала выполнена табличка с надписью: «Спасокукоцкий Сергей Иванович. 1870—1943». Врач изображён в хирургическом халате, он собран и сосредоточен.